# موا مارتينسون
موا مارتينسون (بالسويدية: Moa Martinson)‏ (المولودة في 2 نوفمبر 1890- 5 أغسطس 1964) هي مؤلفة سويدية، وتعتبر واحدة من المؤلفات الأكثر شهرة في مجال أدبيات البروليتاريا. كانت طموحها تغيير المجتمع بتأليفها وتصوير ظروف الطبقة العاملة، وكذلك التنمية الشخصية للمرأة، كانت أعمالها تدور حول الأمومة والحب والفقر والسياسة والدين والتحضر، والظروف المعيشية الصعبة لامرأة الطبقة العاملة.

## حياتها

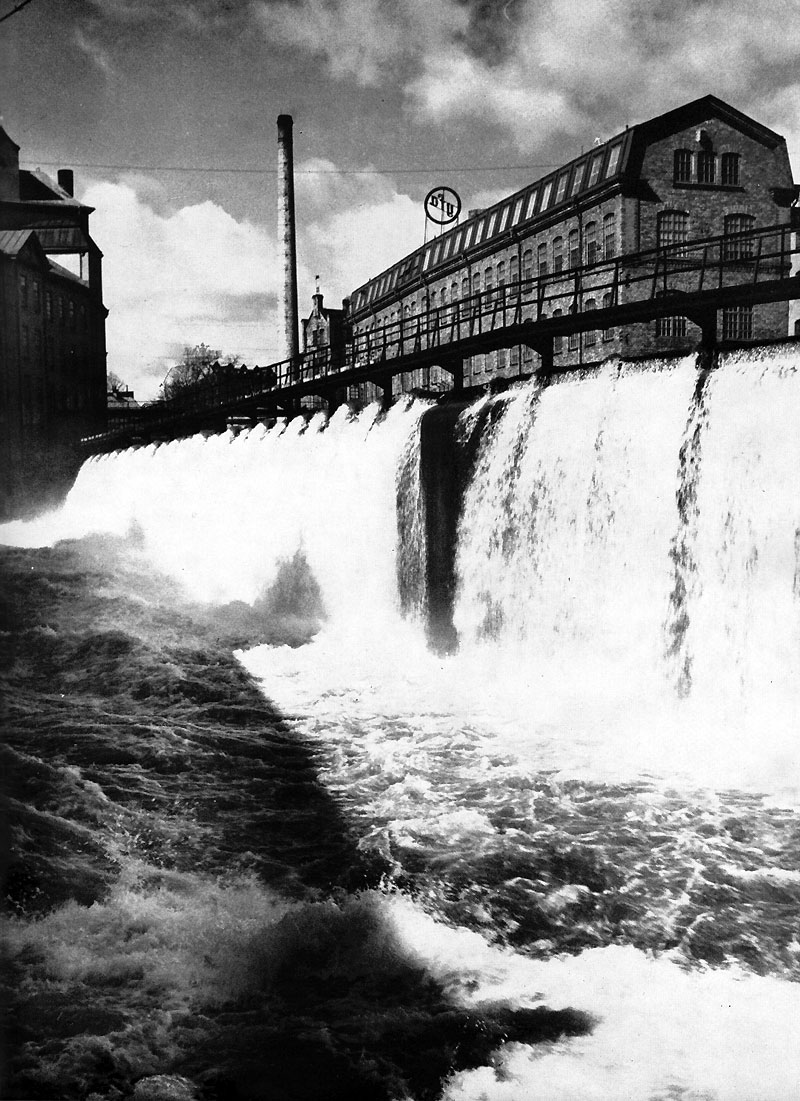
إحدى مصانع النسيج في نورشوبينغ، فورناد يلفابريكيرنا، 1953

ولدت مووا مارتينسون في 2 نوفمبر 1890 في "Vårdnäs"، بلدية لينشوبينغ، كانت والدتها كريستينا شوارتز تعملت كخادمة أينما كانت الوظائف متاحة، ولا توجد سجلات قانونية توضح هوية والدها،و لكن وفقًا للباحثين أنيكا جوهانسون وبوني فيستين، ربما كان أندرس تيودور أندرسون مزارعًا خدم في مزرعة كار في موتالا في نفس الوقت مع شوارتز منذ أن حملت، كان يشار إليه في تلك الأيام على أنه طفل غير شرعي، وكان عليها أن تذهب إلى منزل والديها من أجل الولادة.
كان والد شوارتز، نيلس بيتر شوارتز، جنديًا فقيرًا عاش مع زوجته، كارين أولوفسدوتر في سفينة مهجورة في "Vårdnäs" ، في 17 فبراير 1891، رفعت شوارتز دعوى قضائية ضد أندرسون  لإعالة الطفل في محكمة مقاطعة موتالا، حيث شهد شاهدان أنهما رأوها هي وأندرسون في نفس السرير في الوقت الذي كان من الممكن أن يُحمل فيه الطفل، فشل أندرسون في المثول أمام المحكمة في فبراير وكذلك في الجلستين التاليتين، قالت شوارتز أخيرًا إنه ذهب إلى أمريكا وأوقفت الإجراءات.
كانت هوية والدها غير معروفة لمارتينسون طوال حياتها، لكن تكهنت حول من يمكن أن تكون مصدر إلهام لعملها، في كتابها الخادمة الأم، تصورت حالة والدتها على أنها حامل بطفل متزوج، ذات مرة اعتقدت أن والدها رجل متزوج عملت والدتها معه، تناقصت نظرتها الرومانسية لوالدها الغامض مع مرور الوقت، في كتابها أمي تتزوج، الذي كتب بعد اثني عشر عامًا، ثم أصبح من الواضح إلى أي مدى احتقرت مارتينسون والدها الغائب في رسالة الريشة، التي تمت كتابتها بعد ست سنوات أخرى، ولا يوجد أي ذكر له على الإطلاق.
خلال السنوات الأولى من حياتها، عاشت مارتينسون مع أجدادها من الأب وابنتهم الصغرى هولدا بينما كانت شوارتز تعمل كخادمة أو في مصانع النسيج في نورشوبينغ، هناك العديد من التناقضات في الجدول الزمني للسنوات الأولى لمارتينسون بين السجلات الرسمية وكتبها، ويرجع ذلك على الأرجح إلى أن قصصها مبنية على التقاليد الشفوية للأسرة، في عام 1892 مرض جدها وتوفي ولم تعد جدتها قادرة على رعاية مارتينسون، فذهبت للعيش مع والدتها، لا يوجد سجل للمكان الذي عاشوا فيه حتى عام 1894، عندما انتقلوا إلى نورشوبينغ، كسبت شوارتز القليل من المال، في 1894-1896، عملت في مصانع نسج الصوف في نورشوبينغ، حيث كانت ظروف العمل سيئة للغاية والأجور منخفضة، خلال سنوات دراستها المبكرة، كان لدى مارتينسون زوج أمها، ألفريد كارلسون، الذي وصفته بأنه مدمن على الكحول، كان في وقت ما من رجال الدولة وعمل في وظائف غريبة في الريف خارج نورشوبينغ، تزوج من شوارتز في 11 مارس 1896، ولديهم ثلاث بنات أخريات، لكنهم ماتوا جميعًا في غضون أيام من ولادتهم، بعد سنوات من العمل في مصنع النسيج، انتقلت الأسرة عدة مرات إلى مواقع مختلفة في أوسترجوتلاند، واستقروا لبعض الوقت حيثما كان العمل متاحًا، أثر هذا على تعليم مارتينسون لأنهم بقوا في مكان واحد فقط لمدة شهرين، على الرغم من ذلك تركت المدرسة بعلامات عالية بعد ست سنوات في عام 1903، ثم تم تأكيدها في عام 1905 في كنيسة "Risinge"، بلدية فينسبونج، وبعد ذلك حصلت على أول وظيفة لها في مزرعة في فيكبولانديت.
وصفت مارتينسون في كتابها النساء وأشجار التفاح، الذي تدور أحداثه في نورشوبينغ، الموقف الصعب والقاسي الذي كانت تعيشه هي ووالدتها خلال تسعينيات القرن التاسع عشر، وبسبب الكتاب اتهم منتقدون يمينيون مارتينسون بالإهانة، لكن مارتينسون قالت إن ما فعلته كان عكس ذلك، تم وصف المساكن المتهالكة المختلفة التي انتقلت إليها العائلة في كتابي زفاف الكنيسة ووالدتي تتزوج، وكذلك في قصتين قصيرتين في كتاب قابلت شاعرًا.

### خادمة المطبخ وطاه المؤن

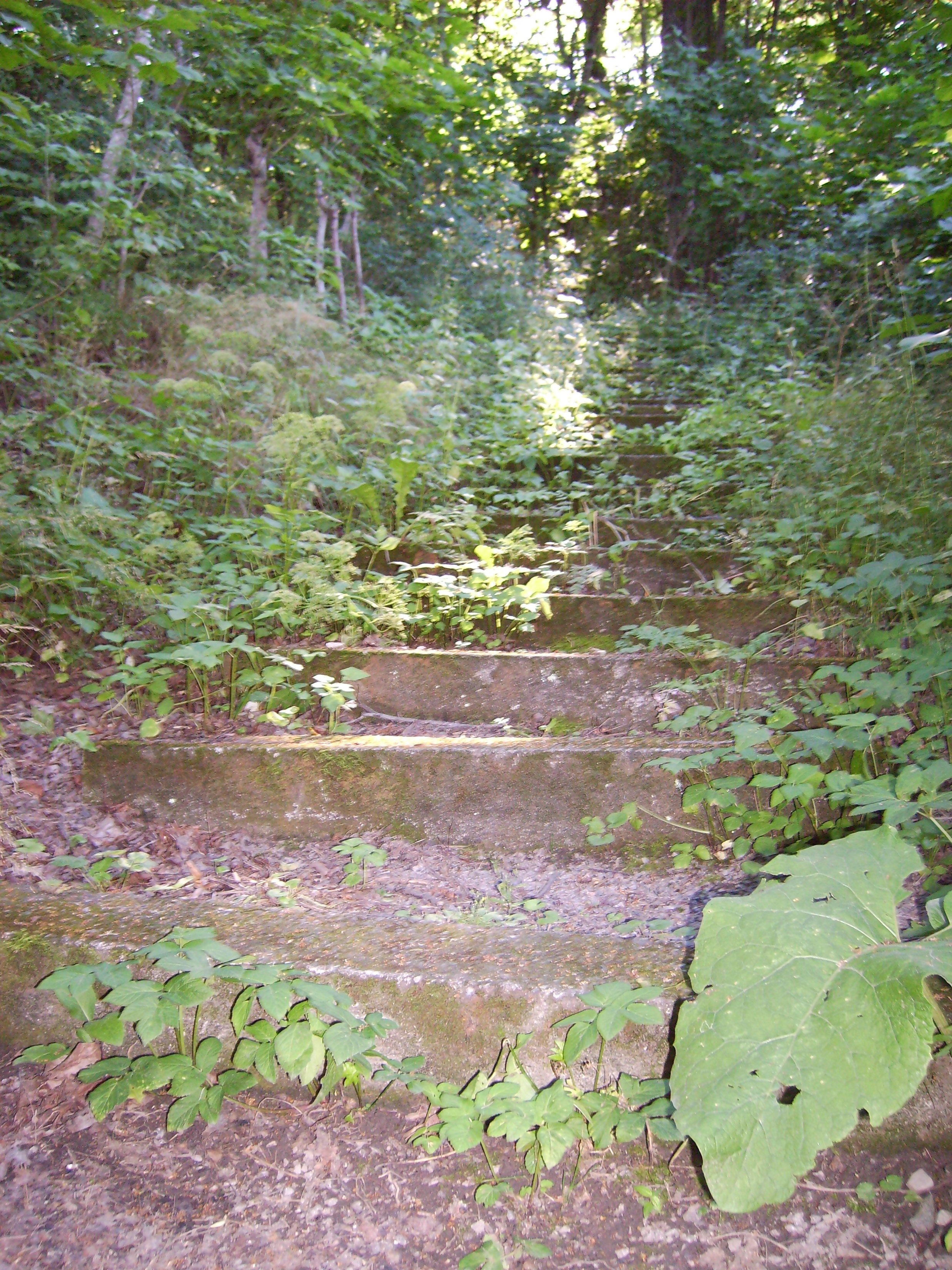
سلالم مووا مارتينسون في سيلتن، نورشوبينغ

في سن الخامسة عشرة، تدربت لتصبح طاهية، في ذلك الوقت كانت الأصغر في تلك المهنة في السويد، خلال صيف عام 1906، عملت كخادمة مطبخ في المطعم الرئيسي في معرض نورشوبينغ للفن والصناعة، يقع في الجزء العلوي من سيلت بيرجيت («سيلت هيل»)، تم الوصول إلى المطعم عن طريق درج من 80 درجة، في كتاب ورود الملك، تروي مارتينسون عملها في المطعم وتذكر الدرج، حصلت الرواية على اسمها من محادثة أجرتها في المعرض مع الملك أوسكار الثاني ملك السويد في 3 يوليو 1906،ودار الحديث حول الزهور التي قال الملك إنه يشعر أن لها أرواحاً، اعتبارًا من عام 2016، بقي الدرج وتم تسميته سلالم مووا مارتينسون،
في عام 1906، انتقلت مارتينسون إلى ستوكهولم على أمل ان تحصل على وظيفة، ولكن تبين أن هذا كان صعب جدا، خلال الكساد المالي في عام 1907-1909، اضطرت للعودة إلى نوركوبنج، وتابعت الأحداث المتعلقة بالمخاوف المتعلقة بسوق العمل، كان لهذه الفترة من حياة مارتينسون تأثير كبير على مشاركتها السياسية، كما كتبت قصائد وأرسلت مجموعة منها إلى كاتب العدل الذي يهتم بالأدب، لكن رُفض عملها، ووصفت قصائدها بأنها نبيلة، حيث كانت تعتقد أن هذه هي الطريقة التي يجب أن تكتب بها مثل هذه النصوص.

## الزواج الأول
في 1908-1909، عملت مارتينسون طاهية في المطاعم والفنادق في السويد، وفي شتاء عام 1909، التقت بكارل جوهانسون في أوسمو، كان أكبر منها بتسع سنوات، وكان عاملا حجارة عاش مع أخيه فالفريد ووالدهما يوهان بيتر في حقل صغير مسور يسمى جوهانسدال يقع في الغابة بين أوسمو وسوروندا، حملت في مارس 1909 وتقدم يوهانسون بطلب الزواج، لكن مارتينسون كانت تشك في الزواج منه، على الرغم من ذلك انتقلت هي وكارل إلى جوهانسدال وفي كتابها العاشق الخفي كتبت عن سنتها الأولى كأم وزوجة، وعن الحياة الصعبة في جوهانسدال وكيف أرادت بشدة الهروب من هناك.
في عام 1910، وُلد ابنها الأول أولوف، وفي عام 1922 تزوجت هي ويوهانسون، سبب ترددها لفترة طويلة في الزواج منه كان بسبب شرب يوهانسون، ولعدم رغبتها في العيش في الغابة المظلمة، بعد ولادة أولوف سرعان ما توسعت الأسرة، في عام 1911، ولد ابنهما الثاني توري، تلاه ثلاثة أبناء آخرين: إريك عام 1913 ومانفريد عام 1914 وكنوت عام 1916، كانت ولادة كنوت صعبة بشكل خاص، حيث كان عليها أن تلده بمفردها على أرضية المطبخ في الحقل المسور، روى مارتينسون الولادة في كتاب النساء واشجار التفاح، والذي أطلق عليه أحد أقوى تصويرات الولادة في الأدب السويدي.
كانت الحياة في جوهانسدال فقيرة وصعبة ولكن تربية أبنائها كانت مهمة لمارتنسون، كانت تعارض صفع الأطفال وتكره الرومانسية القومية المتشددة التي كانت تدرس في المدارس في ذلك الوقت.

## المشاركة السياسية

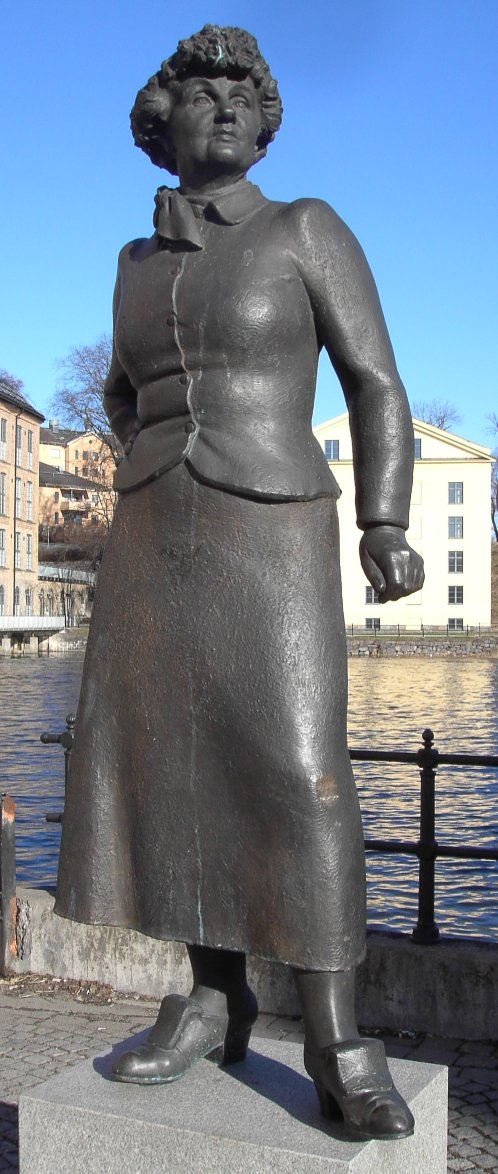
تمثال مووا مارتينسون في نورشوبينغ، بواسطة بيتر ليند

بدأ اهتمام مارتينسون السياسي بالتطور في عام 1921، عندما كانت البطالة في السويد أعلى من أي وقت مضى، وفي عام 1922 انضمت هي ويوهانسون إلى المنظمة المركزية لعمال السويد حيث أصبحت مارتينسون نشيطًة للغاية، وقامت بقراءة أعمال مؤلفين مثل فيودور دوستويفسكي وإميل زولا ومكسيم غوركي ومارتن أندرسن نيكسو، لتثقيف نفسها ولاهتمامها السياسي بتحسين الأجور وظروف العمال وقدرتها على التحدث في أي سياق، تم انتخابها لعضوية المجلس البلدي في سوروندا حيث مثلت حزب العمال، استقالت من منصبها عام 1926، وفي نوفمبر 1922، كتبت مارتينسون أول مقال لها للصحيفة النقابية صفحة العامل الخاصة بالنساء، واصلت الكتابة للصحيفة، وفي عام 1923 بدأت بنشر مقالات أسبوعية في صفحة العامل، وكتبت عن كيفية عمل الرجال والنساء معًا من أجل عالم أفضل، وشاركت في كثير من الأحيان في النقاشات خاصة تلك المتعلقة بقضايا المرأة.
من خلال عملها في صحيف العامل طورت مهاراتها في الكتابة، ولكن على الرغم من أنها غالبًا ما كان تتجاوزالحدود في مقالاتها، فقد ذهبت بعيداً في عام 1924، عندما كتبت أن النساء والرجال يجب أن يحصلوا على أجر متساوٍ مقابل العمل المتساوي، بدأت المشاجرات في المجلة مما أدى إلى استقالة مارتينسون من الجريدة، ولكن بسبب مساهماتها في صحيفة العمال أصبحت معروفة للجمهور على الرغم من أن معظم اعمالها في الدوائر النقابية.
كان مارتن أندرسن ناكسو أحد المؤلفين الذين كان لهم تأثير كبير على مارتينسون، كانت هذه هي المرة الأولى التي تعترف بتجاربها الخاصة في العمل الأدبي، كتبت له رسالة تخبره عن حياتها كما أرسلت مقالاً كتبته في صحيفة العمال، استجاب ناكسو بشكل إيجابي، وقال لها إن عليها أن تكتب كتابًا عن حياتها، بعد ذلك بوقت قصير بدأت مارتينسون في كتابة كتاب خادمة الأم، وفي عام 1925، عملت في مجلة جديدة تسمى نحن النساء، حيث ساهمت في كتابة مقالات وروايات.

## مقالات المجلات
في أبريل 1925 مر ابنا مارتينسون مانفريد وكنوت عبر الجليد وغرقوا في بحيرة شيران، عملت مارتينسون باستمرار لكي تبقي حزنها بعيدًا، وفي سبتمبر 1925 تم إيقاف السادس كفينور وبعد فترة وجيزة بدأت مارتينسون العمل في صحيفة العمال مرة أخرى، عملت أيضًا في جريدة براند في أبريل 1925، وأصبحت جزءًا من الدوائر السياسية في ستوكهولم، كتبت قصتها الأولى في كتاب أم خادمة 1924-1925، وتم نشرها كمسلسل في مجلة براند في عام 1927، في يونيو 1926 نُشر مقالها الأول في "Arbetar Ekuriren"، وفي عام 1927 نُشرت أعمالها في "Templar-kuriren" (فرسان المعبد)، وفي "Arbetaren" و "Nynäshamns-posten"، وفي أكتوبر من ذلك العام، كانت تكتب أيضًا لـ "Tidevarvet" وهي مجلة راديكالية سياسيًة للنساء نشرتها مدرسة "Fogelstad Citizen" للنساء مع إلين فاغنر كمحرر، كانت مساهمتها الأولى عبارة عن مقال عن النساء والرجال العاطلين عن العمل، كتبته بتوقيع جديد "Moa" لأنها لا تريد الدوائر النقابية التي انتقلت إليها لترى أنها تعمل في مجلة ليبرالية، ومع ذلك كان عملها في "Tidevarvet" في الغالب روايات وقصص، ولا تزال مقالاتها السياسية تنشر في الصحافة النقابية، كانت قد وجدت اسم "Moa" في رواية "Jökeln Bræen" للمؤلف الدنماركي "Johannes V.Jensen"، حيث تم وصف شخصية "Moa" بأنها الأم الأولى للبشرية.
في نوفمبر 1927 سافرت مارتينسون إلى جوتنبرج بناءً على طلب رئيس التحرير ويليندر في "Arbetare-kuriren"، كانت تأمل في أن تُعرض عليها وظيفة في الصحيفة، لكن أراد ويلندر أن تعمل كخادمة منزل له وأن تكتب بعض الكتابات للمجلة مقابل الطعام والمأوى في منزله، رفضت مارتينسون العرض، وبينما كانت في مكتب التحرير، التقت بهاري مارتينسون للمرة الأولى، كان بحارًا سابقًا، اما الآن كاتب متشرد نشر في صحيفة هبراند و"Arbetare-kuriren" لذلك سمعت عنه وقرأت بعض أعماله.

## وفاة جوهانسون
بعد فترة وجيزة من عودة مارتينسون إلى جوهانسدال، أصيب زوجها باضطراب عصبي، بدأ في الهلوسة ولم يستطع أن يأكل أو ينام، حاولت نقله إلى الطبيب لكنه رفض، في 14 يناير 1928 انتحر جوهانسون بوضع قطعة من المتفجرات في فمه وإشعال الفتيل، بحلول ذلك الوقت كانت مارتينسون قد فكرت في الانفصال عنه لفترة طويلة لأن زواجهم لم يكن سهلاً، وبعد وفاة جوهانسون كان وضعها الاقتصادي صعبًا، بدأ أصدقاء مارتينسون في ستوكهولم في جمع الأموال وتمكنوا من جمع 3300 كرونة سويدية لتخفيف وضعها المالي، بعد أن فقدت ولدين وزوجًا واحدًا أصيبت بالاكتئاب الشديد، في مارس 1928 أخذت دورة في الطباعة في مدرسة فوغلستاد سيتيزن للنساء وعندما تركت المدرسة كانت "Moa"، أثناء إقامتها في فوغلستاد، تلقت رسالة من هاري مارتينسون، الذي سألها عما إذا كان بإمكانه القدوم والبقاء لفترة من الوقت في جقلها المسور في جوهانسدال حتى يتمكن من العمل، وصل صيف عام 1928.

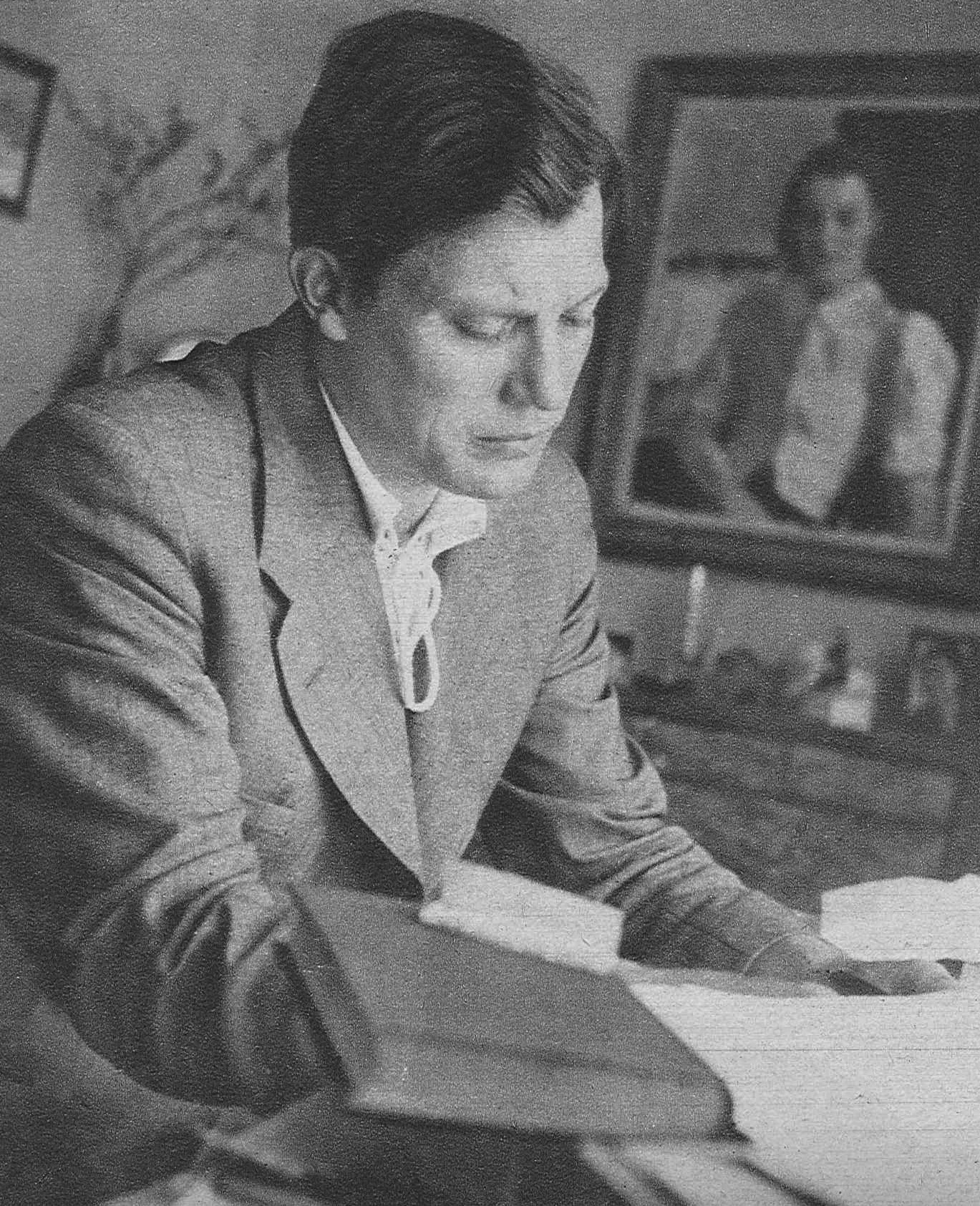
هاري مارتينسون عام 1943

## الزواج الثاني
خلال صيف عام 1928 وقع مارتينسون وهاري في الحب، ومع ذلك في 1928-1929 أصبحت أكثر اكتئابًا وفي مارس 1929 تم إدخالها إلى مستشفى سودرتاليا، أثناء إقامة مارتينسون في المستشفى، عاش هاري في جوهانسدال وتواصلوا عبر الرسائل، وفي 3 أكتوبر 1929 تزوجا وبعد ذلك بوقت قصير في مايو 1930 تم تشخيص هاري بمرض السل تاركًا مارتينسون في حالة نفسية صعبه جدا، كان لدى الزوجين القليل من المال، لذلك في عام 1932 أرسلت مارتينسون مسودة بعنوان رجل بني إلى الناشر تور بونيير، واصلت تطوير المسودة خلال العام التالي وعندما تم الانتهاء منها في كتاب، غُيّير العنوان إلى (النساء وأشجار التفاح)، تم نشره عام 1933 وسمي المؤلف بـاسمها: مووا مارتينسون، بسبب التوقيت والموضوع، صُنف الكتاب على أنه «أدب حداثي»، أصبح هذا أول ظهور أدبي لمارتينسون واكتسبت الكثير من الاهتمام، في الوقت نفسه تم تشخيص هاري بالعصاب وكانت مارتنسون قلقًا للغاية عليه، كان أصغر منها بأربعة عشر عامًا، ولم يكن زواجهما سهلاً ككُتّاب، كان لديهم أيضًا أساليب مختلفة جدًا، بينما كانت مارتينسون توصفه بالواقعي غير المصقول، كان هاري حداثيًا راقًا.
خلال شتاء عام 1933 تحسن وضعهم المالي واستأجروا شقة في "Saltsjöbaden" على أمل حل مشاكل زواجهم، وفي بداية عام 1934 عانى هاري من الاكتئاب، حتى ذلك الحين لم يكن قد مكث في مكان واحد لمدة طويلة كما فعل مع مارتينسون في جوهانسدال، بدأ بمغادرة الشقة بين الحين والآخ دون أي سبب أو تفير لمغادرته، ألقى أصدقاء هاري باللوم على مارتينسون في اختفائه، وكان هناك حتى أولئك الذين اعتقدوا أنها مسؤولة عن آلامه الجسدية والعقلية، لم تكن مارتينسون تعرف مكان زوجها، سرعان ما أصبحت يائسة حتى أنها استأجرت محققًا خاصًا، لكن عندما لم يؤد ذلك إلى شئ ادى ذلك لاستسلامها، بدأ هاري في رؤية امرأة جديدة خلال فترة وجوده بعيدًا عن المنزل، ووفقًا لما قاله إنجمان، فإن اسم المرأة كان كارين، ومصدر آخر كان من سودربيرغ، يتحدث عن علاقة حب مع الشاعرة كارين والعديد من النساء الأخريات، في صيف عام 1934 اعترف هاري بأنه كان يرى امرأة أخرى لكنه قال إنه أنهى العلاقة، غضبت مارتينسون لكنها سامحته فيما بعد.
ومع ذلك لم تنته علاقة هاري مع كارين، وفي الصيف نفسه سافروا إلى تالبرغ في دالارنا، حيث أن هاري أخبر مارتينسون أنه بحاجة إلى أن يكون بمفرده وأنه سيكون من الجيد أن يفترقا بعض الوقت، بعد أسبوعين سئم هاري من كارين وعاد إلى جوهانسدال، وخلال السنوات الأخيرة من زواجهما، استمر في التجول بين الحين والآخر بين مارتينسون وجوهانسدال.

### الرفض والطلاق
في 6 يونيو 1934 غادر هاري بشكل مفاجئ واتجه إلى الطريق مرة أخرى، تاركًا وراءه مخطوطة نبات القراص المزهر، بعد عشرة أيام من ذهابه، نشرت مارتينسون برقية شخصية في الإذاعة السويدية تحثه على العودة إلى المنزل، أصبحت رحلة هاري علنية وانتشرت في الصحف والمجلات، ظل الزوجان على اتصال بشكل غير مباشر من خلال الناشرين والأصدقاء، وفي 2 أغسطس كتبت مارتينسون إلى هاري أنها ستنتحر وأن المخطوطة ستتبعها إلى القبر، وقد دفنتها بالغابة، وصلت الرسالة إلى هاري أثناء مروره على متن سفينة متجهة إلى روتردام، وبعد أسبوع عاد إلى منزله في جوهانسدال وقام هو ومارتنسون وأحد أبنائهما بحفر المخطوطة.
في أغسطس 1934 تمت دعوة الزوجين إلى أول مؤتمر اتحاد للكتاب السوفييت في موسكو كجزء من الوفد السويدي، أصبح غوركي أول رئيس للمؤتمر الذي تم خلاله تشكيل عقيدة الواقعية الاشتراكية الجديدة،  أصبحت مارتينسون مفتونًة بالمجتمع الشيوعي، بينما شعر هاري بالخوف من عبادة شخصية جوزيف ستالين،
في خريف عام 1935 بدا أن المشاكل بين مارتينسون وهاري قد اختفت، كانت تعمل على كتاب تتزوج الأم، في عام 1937 قررت ترك شركة "Bonnier" للنشر، وبدلاً من ذلك انضمت إلى دار نشر "Tidens" التي كان يملكها الحزب الديمقراطي الاجتماعي السويدي، قررت مارتينسون المغادرة لأنها كانت على خلاف مع تور بونيير منذ عام 1934، وكان أحد حفيدي مؤسس "Bonnier" اللذين أدارا الشركة في ذلك الوقت، كان اختيارها "Tidens" أيضًا يرجع جزئيًا إلى أسباب سياسية، بدءًا من مجموعة قصائد تسمى (عكس اتجاه عقارب الساعة)، نُشرت أعمال مارتينسون بواسطة "Tidens"، كانت تعمل في "Motsols" لمدة عشر سنوات، والتي كانت تتألف من قصائد عن السياسة والحب والطبيعة.
خلال الثلاثينيات من القرن الماضي، عانت مارتينسون من آلام شديدة في المعدة، على الرغم من التشخيصات العديدة التي أجراها أطباء مختلفون، لم يتم العثور على علاج واستمر الألم، في يونيو 1937 دخلت المستشفى في سودرتاليا حيث اكتشف أن طلقات رصاص قد تراكمت في ملحقها، أجرت لها عملية جراحية في 16 يونيو وأثناء إقامتها في المستشفى ظلت هي وهاري على اتصال من خلال الرسائل، كانت رسائل هاري مليئة بالحب، بينما كانت مارتينسون لا تزال تجد صعوبة في الوثوق به بعد علاقته خارج نطاق الزواج، لم تكن رسائلها حنونًة كما كانت وانهارت علاقتهما، في 8 فبراير 1939 عانى هاري من ألم في إحدى ركبتيه وتم نقله إلى المستشفى، مكث في المستشفى خلال الربيع وخرج من المستشفى في 13 يونيو، وبعد ذلك ذهب إلى ستوكهولم وأقام مع أصدقائه، قطع الاتصال بمارتنسون وبعد منتصف صيف عام 1939 تقدم بطلب الطلاق ولم يعد إليها، تم منحهم الانفصال القانوني في 4 مارس 1940، وتطلقوا في عام 1941، بحلول ذلك الوقت كان هاري قد خطب بالفعل من زوجته الثانية إنجريد لاجيررانتز، كانا متزوجين حتى انتحر هاري في 11 فبراير 1978 في مستشفى جامعة كارولينسكا في ستوكهولم عن طريق شق بطنه بمقص في ما وصف بأنه «أسلوب شبيه بالحارا كيري»، بسبب الكآبة التي أعقبت الجدل حول جائزة نوبل في الأدب التي حصل عليها في عام 1974.
تم سرد الزواج بين مارتينسون وهاري في مذكرات العتبة عام 1982 من قبل صديقهم الكاتب السويدي إيفار لو جوهانسون، كما اعتمدت أيضًا على "Lo-Johansson"، لإيصال الرسائل إلى هاري عندما كان خارجًا في تجواله وكان مكان وجوده غير معروف لها.

## الحياة اللاحقة والموت

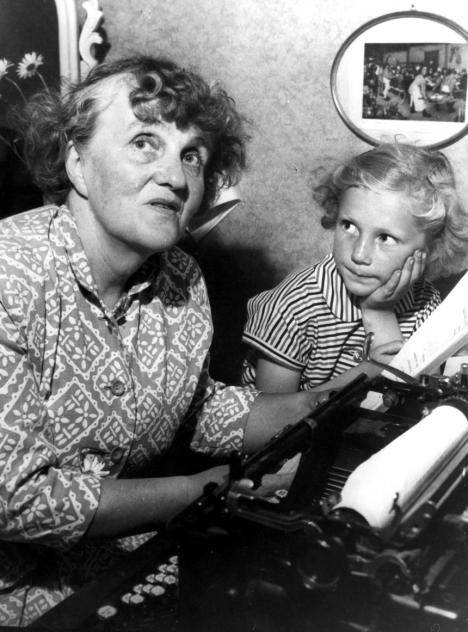
مووا مارتينسون عام 1956

على مدار ست سنوات نشرت مارتينسون ثمانية كتب واكتسبت احترام معظم النقاد، وفي سبتمبر 1939 اندلعت الحرب العالمية الثانية، والتي رأت أنها أكبر تهديد للطبقة العاملة، في رأيها كانت الدول الحاكمة غير الاشتراكية ترسل العمال للنضال من أجل القيم التي لا يشاركونها، عندما تعلق الأمر بالمشاركة السوفيتية في الحرب، كانت لمارتينسون رأي مختلف واعتقدت أن العمال الروس كانوا يدافعون عن ثورتهم.
من أجل كسب المزيد من المال وتجنب الشعور بالوحدة، دخلت مارتينسون مجالًا جديدًا، صناعة السينما، حصلت على مساعدة من صديقتها الممثلة نعيمة ويفستراند، كتبت مارتينسون سيناريو مطولاً أرسلته إلى المخرج بير ليندبرج، الذي أصبح مهتماً بعملها، واقترحت أن يتواصلوا مع استديوهات (SF) للعمل السويدي، كانت طموحات مارتينسون كبيرة جدًا وعندما طلبت تقدمًا وإجابة على الفور، لم يُظهر الاستديو أي اهتمام.
في خريف عام 1942 التقت بكارل جونارسون الذي قابلته لأول مرة في عام 1910 عندما كانت تعمل طاهية مؤن في فندق "Elfkarleö"، جنوب جافلي، كان جونارسون كاتبًا أيضًا، وقد ذكّر الاجتماع مارتينسون بشبابها خلال عقد العشرينيات من القرن الماضي والانتقال إلى جوهانسدال، تم تشكيل ذكرياتها في رواية حب بعنوان العاشق الخفي.
خلال الأربعينيات من القرن الماضي ، أصبحت مارتينسون معروفًة في السويد باسم أم الشعب، وصلت كتبها إلى جمهور كبير وأصبح لديها قرّاء يمكنهم التعرف على البيئة التي كانت توصفها، بدلاً من صدم الناس بمشاهدها الطبيعية، كانت تكتب بجدية ولها مقالات سببية ومناظرة منشورة في العديد من الصحف اليومية والأسبوعية، كما تم توظيفها بشكل متكرر لإلقاء محاضرات وسافرت إلى البلاد في جولات مختلفة، في عام 1944 ظهرت لأول مرة في الراديو بسبب شخصيتها القوية، أثار ما قالته وفعلته الاهتمام، وأصبحت نموذجًا يحتذى به للعديد من النساء في السويد، والأهم من ذلك كله بالنسبة للنساء في الطبقة العاملة.
في نوفمبر 1954 توفيت والدة مارتينسون كريستينا شوارتز عن عمر يناهز 83 عامًا، كانت علاقتهما قوية جدًا، وكان لوالدة مارتينسون تأثير كبير وإلهام لعملها، في كتاب أمي تتزوج، وصفت شوارتز بأنها صديقتها المفضلة والأكثر ثقة، في ذلك الوقت كانت سمعة مارتينسون الأدبية متدنية لأنها انخفضت على مر السنين، عندما تدهورت صحتها في الستينيات توقفت عن الكتابة، على الرغم من سمعتها المتدنية ككاتبة، ما زالت مارتينسون تعني الكثير لنساء الطبقة العاملة، على الرغم من تدهور صحتها إلا أنها لا تزال تستمتع بالمناقشة ولم تتوقف أبدًا عن التعبير عن مشاعرها.
في 5 أغسطس 1964 توفيت مارتينسون عن عمر يناهز 73 عامًا في سوروندا، سترينغناس، ودفنت في كنيسة سوروندا.

## ميراث
خلال السبعينيات أصبحت مارتينسون نموذجًا يحتذى به للكاتبات أثناء الحركة النسوية في بلدان الشمال الأوروبي، في وقت سابق خلال الستينيات، وصفها المؤلف السويدي إريك هجالمار ليندر بأنها المؤرخة المبهجة للبؤس.
في عام 1989 تم إنشاء جائزة أدبية تحمل اسم مارتينسون من قبل جمعية تعليم العمال "Arbetarnas bildningsförbund ،ABF" وجمعية "Moa Martinson"، جائزة "Moa Moa-priset" هي جائزة سنوية تُمنح للشخص الذي يكتب بروح مارتينسون.

## بيبلوغرافيا
أعمال مارتينسون بالإنجليزية:
- Pigmamma ("Maid Mother"), serial (1928–29) LIBRIS 3315883
- Kvinnor och äppelträd ("Women and Apple Trees"), novel (1933) LIBRIS 1348792
- Sallys söner ("Sally's Sons"), novel (1934) LIBRIS 1348794
- Rågvakt ("Rye Guard"), novel (1935) LIBRIS 1348793
- Mor gifter sig ("My Mother Gets Married"), novel, Mia series (1936) LIBRIS 1373038
- Drottning Grågyllen ("Queen Graygold"), historical novel (1937) LIBRIS 1373035
- Motsols ("Counterclockwise"), poems (1937) LIBRIS 1373039
- Kyrkbröllop ("Church Wedding"), novel Mia series (1938) LIBRIS 1373037
- Kungens rosor ("The King's Roses"), novel Mia series (1939) LIBRIS 1373036
- Vägen under stjärnorna ("The Road Under The Stars"), historical novel (1940) LIBRIS 1373040
- Brandliljor ("Fire Lilies"), historical novel (1941) LIBRIS 2183016
- Armén vid horisonten ("The Army on the Horizon"), essays and short stories (1942) LIBRIS 442305
- Den osynliga älskaren ("The Invisible Lover"), Betty series (1943) LIBRIS 2900621
- Bakom svenskvallen ("Behind the Swedish Wall"), memoirs (1944)
- Kärlek mellan krigen ("Love Between Wars"), memoirs (1947) LIBRIS 2900619
- Livets fest ("Life's Feast"), historical novel (1949) LIBRIS 2900620
- Jag möter en diktare ("I Meet a Poet"), memoirs (1950) LIBRIS 3057748
- Du är den enda ("You are The One"), Betty series (1952) LIBRIS 8080449
- Kvinnorna på Kummelsjö ("The Women at Kummelsjö"), historical novel (1955) LIBRIS 442307
- Klockor vid sidenvägen ("Bells at the Silk Road"), Betty series (1957) LIBRIS 8080448
- Hemligheten ("The Secret"), Betty series (1959) LIBRIS 442306

أعمال مارتينسون بالعربية:
- "Pigmamma" مسلسل الأم الخادمة 1928–29

- "Kvinnor och äppelträd" رواية النساء واشجار التفاح 1933
- "Sallys söner" رواية أبناء سالي 1934
- "Rågvakt" حارس الجاودار 1935
- "Mor gifter sig" رواية والدتي تتزوج وسلسلة ميا 1936
- "Drottning Grågyllen" الرواية التاريخية: الملكة جراي جولد 1937
- "Motsols" قصيدة عكس عقارب الساعة 1937
- "Kyrkbröllop" عرس الكنيسة من سلسلة رواية ميا 1938
- "Kungens rosor"ورود الملك من سلسة رواية ميا 1939
- "Vägen under stjärnorna"الرة اية التاريخية: الطريق تحت النجوم 1940
- "Brandliljor"الرة ايو التاريخية: زنابق النار 1941
- "Armén vid horisonten" المقالات والقصص القصيرة: الجيش في الافق 1942
- "Den osynliga älskaren" العاشق الخفي من سلسلة بيتي 1943
- "Bakom svenskvallen"مذكرات خلف الحائط السويدي 1944
- "Kärlek mellan krigen" مذكرات الحب بين الحروب 1947
- "Livets fest" الرواية التاريخية: عيد الحياة 1949
- "Jag möter en diktare" مذكرات التقيت شاعراً 1950
- "Du är den enda"أنت الوحيد من سلسلة بيتي Betty series
- "Kvinnorna på Kummelsjö"الرواية التاريخية: النساء في كوميلشو 1955
- "Klockor vid sidenvägen"أجراس عن طريق الحرير من سلسلة بيتي 1957
- "Hemligheten"السر من سلسلة بيتي 1959

## الاقتباسات

### الافلام
- 1974 راجفاكت "Rågvakt"، فيلم للتلفزيون، مأخوذ عن الرواية التي تحمل الاسم نفسه، من إخراج جوران بوهمان، وبطولة كريستينا إيفرز[w 53]
- 1986منا "Moa"، فيلم عن السيرة الذاتية للمخرج أندرس وولجرين، مع "Gunilla Nyroos" في دور البطولة[w 54]

### مسلسلات تلفزيونية
- 1979 مسلسل تتزوج الأم، استنادًا إلى الرواية التي تحمل الاسم نفسه، من إخراج "Per Sjöstrand" وبطولة غوري نوردوال وهانز ويغرين ونينا أولرستام[w 55]

## روابط خارجية
- موا مارتينسون على موقع الموسوعة البريطانية (الإنجليزية)
- موا مارتينسون على موقع ميوزك برينز (الإنجليزية)
- موا مارتينسون على موقع كينوبويسك (الروسية)
- Moa Martinson – مشروع رونيبرغ page